# Gran Premio de Gran Bretaña de Motociclismo de 2021
El Gran Premio de Gran Bretaña de Motociclismo de 2021 (oficialmente Monster Energy British Grand Prix) fue la duodécima prueba del Campeonato del Mundo de Motociclismo de 2021. Tuvo lugar en el fin de semana del 27 al 29 de agosto de 2021 en el Circuito de Silverstone, situado entre las localidades de Northamptonshire y Buckinghamshire, Gran Bretaña.
La carrera de MotoGP fue ganada por Fabio Quartararo, seguido de Álex Rins y Aleix Espargaró. Remy Gardner fue el ganador de la prueba de Moto2, por delante de Marco Bezzecchi y Jorge Navarro. La carrera de Moto3 fue ganada por Romano Fenati, Niccolò Antonelli fue segundo y Dennis Foggia tercero.

## Resultados

### Resultados MotoGP
| Pos.    | N.º | Piloto            | Equipo                       | Constructor | Vueltas | Tiempo    | Parrilla | Puntos |
| ------- | --- | ----------------- | ---------------------------- | ----------- | ------- | --------- | -------- | ------ |
| 1       | 20  | Fabio Quartararo  | Monster Energy Yamaha MotoGP | Yamaha      | 20      | 40:20.579 | 3        | 25     |
| 2       | 42  | Álex Rins         | Team SUZUKI ECSTAR           | Suzuki      | 20      | +2.663    | 10       | 20     |
| 3       | 41  | Aleix Espargaró   | Aprilia Racing Team Gresini  | Aprilia     | 20      | +4.105    | 6        | 16     |
| 4       | 43  | Jack Miller       | Ducati Lenovo Team           | Ducati      | 20      | +4.254    | 7        | 13     |
| 5       | 44  | Pol Espargaró     | Repsol Honda Team            | Honda       | 20      | +8.462    | 1        | 11     |
| 6       | 33  | Brad Binder       | Red Bull KTM Factory Racing  | KTM         | 20      | +12.189   | 12       | 10     |
| 7       | 27  | Iker Lecuona      | Tech3 KTM Factory Racing     | KTM         | 20      | +13.560   | 18       | 9      |
| 8       | 73  | Álex Márquez      | LCR Honda CASTROL            | Honda       | 20      | +14.044   | 17       | 8      |
| 9       | 36  | Joan Mir          | Team SUZUKI ECSTAR           | Suzuki      | 20      | +16.226   | 11       | 7      |
| 10      | 9   | Danilo Petrucci   | Tech3 KTM Factory Racing     | KTM         | 20      | +16.287   | 16       | 6      |
| 11      | 5   | Johann Zarco      | Pramac Racing                | Ducati      | 20      | +16.339   | 9        | 5      |
| 12      | 23  | Enea Bastianini   | Avintia Esponsorama          | Ducati      | 20      | +17.696   | 13       | 4      |
| 13      | 30  | Takaaki Nakagami  | LCR Honda IDEMITSU           | Honda       | 20      | +18.285   | 15       | 3      |
| 14      | 63  | Francesco Bagnaia | Ducati Lenovo Team           | Ducati      | 20      | +20.913   | 2        | 2      |
| 15      | 10  | Luca Marini       | SKY VR46 Avintia             | Ducati      | 20      | +21.018   | 14       | 1      |
| 16      | 88  | Miguel Oliveira   | Red Bull KTM Factory Racing  | KTM         | 20      | +22.022   | 20       |        |
| 17      | 35  | Cal Crutchlow     | Monster Energy Yamaha MotoGP | Yamaha      | 20      | +23.232   | 19       |        |
| 18      | 46  | Valentino Rossi   | Petronas Yamaha SRT          | Yamaha      | 20      | +29.758   | 8        |        |
| 19      | 96  | Jake Dixon        | Petronas Yamaha SRT          | Yamaha      | 20      | +50.845   | 21       |        |
| Ret     | 89  | Jorge Martín      | Pramac Racing                | Ducati      | 1       | Retirado  | 4        |        |
| Ret     | 93  | Marc Márquez      | Repsol Honda Team            | Honda       | 0       | Caída     | 5        |        |
| DNS     | 32  | Lorenzo Savadori  | Aprilia Racing Team Gresini  | Aprilia     |         | No empezó |          |        |
| Fuente: |     |                   |                              |             |         |           |          |        |

### Resultados Moto2
| Pos.    | N.º | Piloto                | Constructor | Vueltas | Tiempo    | Parrilla | Puntos |
| ------- | --- | --------------------- | ----------- | ------- | --------- | -------- | ------ |
| 1       | 87  | Remy Gardner          | Kalex       | 18      | 37:31.642 | 4        | 25     |
| 2       | 72  | Marco Bezzecchi       | Kalex       | 18      | +0.481    | 1        | 20     |
| 3       | 9   | Jorge Navarro         | Boscoscuro  | 18      | +1.930    | 2        | 16     |
| 4       | 22  | Sam Lowes             | Kalex       | 18      | +2.284    | 3        | 13     |
| 5       | 21  | Fabio Di Giannantonio | Kalex       | 18      | +6.952    | 6        | 11     |
| 6       | 37  | Augusto Fernández     | Kalex       | 18      | +7.059    | 7        | 10     |
| 7       | 44  | Arón Canet            | Boscoscuro  | 18      | +10.706   | 8        | 9      |
| 8       | 97  | Xavi Vierge           | Kalex       | 18      | +12.842   | 9        | 8      |
| 9       | 79  | Ai Ogura              | Kalex       | 18      | +12.877   | 14       | 7      |
| 10      | 16  | Joe Roberts           | Kalex       | 18      | +14.344   | 10       | 6      |
| 11      | 12  | Thomas Lüthi          | Kalex       | 18      | +20.112   | 17       | 5      |
| 12      | 13  | Celestino Vietti      | Kalex       | 18      | +22.371   | 23       | 4      |
| 13      | 23  | Marcel Schrötter      | Kalex       | 18      | +22.525   | 15       | 3      |
| 14      | 11  | Nicolò Bulega         | Kalex       | 18      | +23.672   | 11       | 2      |
| 15      | 64  | Bo Bendsneyder        | Kalex       | 18      | +24.116   | 13       | 1      |
| 16      | 54  | Fermín Aldeguer       | Boscoscuro  | 18      | +26.847   | 16       |        |
| 17      | 35  | Somkiat Chantra       | Kalex       | 18      | +26.996   | 18       |        |
| 18      | 14  | Tony Arbolino         | Kalex       | 18      | +27.206   | 22       |        |
| 19      | 75  | Albert Arenas         | Boscoscuro  | 18      | +27.414   | 21       |        |
| 20      | 42  | Marcos Ramírez        | Kalex       | 18      | +32.368   | 27       |        |
| 21      | 55  | Hafizh Syahrin        | NTS         | 18      | +38.614   | 26       |        |
| 22      | 24  | Simone Corsi          | MV Agusta   | 18      | +39.074   | 24       |        |
| 23      | 70  | Barry Baltus          | NTS         | 18      | +39.117   | 28       |        |
| Ret     | 25  | Raúl Fernández        | Kalex       | 14      | Caída     | 5        |        |
| Ret     | 6   | Cameron Beaubier      | Kalex       | 13      | Caída     | 19       |        |
| Ret     | 77  | Adam Norrodin         | Kalex       | 12      | Retirado  | 29       |        |
| Ret     | 62  | Stefano Manzi         | Kalex       | 9       | Caída     | 12       |        |
| Ret     | 40  | Héctor Garzó          | Kalex       | 5       | Caída     | 20       |        |
| Ret     | 7   | Lorenzo Baldassarri   | MV Agusta   | 3       | Retirado  | 25       |        |
| DNS     | 19  | Lorenzo Dalla Porta   | Kalex       |         | No empezó |          |        |
| Fuente: |     |                       |             |         |           |          |        |

### Resultados Moto3
| Pos.    | N.º | Piloto            | Constructor | Vueltas | Tiempo    | Parrilla | Puntos |
| ------- | --- | ----------------- | ----------- | ------- | --------- | -------- | ------ |
| 1       | 55  | Romano Fenati     | Husqvarna   | 17      | 37:26.974 | 1        | 25     |
| 2       | 23  | Niccolò Antonelli | KTM         | 17      | +1.679    | 5        | 20     |
| 3       | 7   | Dennis Foggia     | Honda       | 17      | +2.107    | 8        | 16     |
| 4       | 28  | Izan Guevara      | Gas Gas     | 17      | +2.154    | 11       | 13     |
| 5       | 24  | Tatsuki Suzuki    | Honda       | 17      | +7.475    | 13       | 11     |
| 6       | 5   | Jaume Masiá       | KTM         | 17      | +7.541    | 10       | 10     |
| 7       | 40  | Darryn Binder     | Honda       | 17      | +7.559    | 16       | 9      |
| 8       | 53  | Deniz Öncü        | KTM         | 17      | +14.523   | 9        | 8      |
| 9       | 54  | Riccardo Rossi    | KTM         | 17      | +14.541   | 3        | 7      |
| 10      | 99  | Carlos Tatay      | KTM         | 17      | +20.503   | 14       | 6      |
| 11      | 37  | Pedro Acosta      | KTM         | 17      | +21.898   | 22       | 5      |
| 12      | 17  | John McPhee       | Honda       | 17      | +21.859   | 15       | 4      |
| 13      | 71  | Ayumu Sasaki      | KTM         | 17      | +22.028   | 17       | 3      |
| 14      | 12  | Filip Salač       | KTM         | 17      | +22.107   | 6        | 2      |
| 15      | 2   | Gabriel Rodrigo   | Honda       | 17      | +22.157   | 2        | 1      |
| 16      | 11  | Sergio García     | Gas Gas     | 17      | +22.444   | 24       |        |
| 17      | 82  | Stefano Nepa      | KTM         | 17      | +22.331   | 12       |        |
| 18      | 43  | Xavier Artigas    | Honda       | 17      | +22.580   | 25       |        |
| 19      | 31  | Adrián Fernández  | Husqvarna   | 17      | +25.215   | 19       |        |
| 20      | 67  | Alberto Surra     | Honda       | 17      | +27.518   | 21       |        |
| 21      | 52  | Jeremy Alcoba     | Honda       | 17      | +32.821   | 7        |        |
| 22      | 20  | Lorenzo Fellon    | Honda       | 17      | +33.015   | 18       |        |
| 23      | 6   | Ryusei Yamanaka   | KTM         | 17      | +33.310   | 20       |        |
| 24      | 92  | Yuki Kunii        | Honda       | 17      | +52.820   | 23       |        |
| 25      | 73  | Maximilian Kofler | KTM         | 17      | +52.858   | 27       |        |
| Ret     | 16  | Andrea Migno      | Honda       | 5       | Retirado  | 4        |        |
| Ret     | 27  | Kaito Toba        | KTM         | 3       | Caída     | 26       |        |
| 1.      |     |                   |             |         |           |          |        |
| Fuente: |     |                   |             |         |           |          |        |